# Celastrales
Ordre
Classification APG III (2009)
Les Celastrales sont un ordre de plantes dicotylédones.
En classification classique de Cronquist (1981) il comprenait onze familles :
- Aextoxicacées
- Aquifoliacées (famille du houx).
- Cardioptéridacées
- Célastracées
- Corynocarpacées
- Dichapétalacées
- Geissolomatacées
- Hippocratéacées
- Icacinacées
- Salvadoracées
- Stackhousiacées

En classification phylogénétique APG (1998) cet ordre n'existe pas.
Mais en classification phylogénétique APG II (2003) cet ordre est accepté et il est composé des familles :
- Celastraceae (incl. Hippocrateaceae )
- Lepidobotryaceae
- Parnassiaceae
  - [+ famille Lepuropetalaceae ]

N.B. La famille en "[+ ....]" est optionnelle
En classification phylogénétique APG III (2009) il comprend les familles :
- Celastraceae R.Br. (1814) (incluant Lepuropetalaceae Nakai, Parnassiaceae Martinov, Pottingeriaceae Takht.)
- Lepidobotryaceae J.Léonard (1950)